# Mostafa Mohamed
Mostafa Mohamed Ahmed Abdallah (en arabe : مصطفى محمد أحمد عبد الله), né le 28 novembre 1997 à Gizeh en Égypte, est un footballeur international égyptien jouant au poste d'avant-centre au FC Nantes.

## Biographie

### En club
Natif de Gizeh en Égypte, Mostafa Mohamed est formé par le Zamalek SC. Il ne débute cependant pas en professionnel avec ce club mais avec l'El Dakhleya SC, où il est prêté en 2016-2017.
La saison suivante, il est prêté au Tanta SC, mais c'est en 2018-2019, avec le Tala'ea El Geish où il est prêté qu'il se révèle, inscrivant 12 buts en 28 matchs de championnat. Il marque deux doublés cette saison là.
Il est ensuite intégré à l'équipe première du Zamalek SC, où il fait ses débuts le 1er septembre 2019, en demi-finale de Coupe d'Égypte contre l'Ittihad Alexandrie. Il entre en jeu en cours de partie ce jour-là, et alors que les deux équipes se neutralisent, il inscrit le but de la victoire dans les prolongations (1-0). Il permet ainsi à son équipe d'atteindre la finale le 8 septembre suivant, où il est titularisé, et où son équipe s'impose contre le Pyramids FC (3-0).
En 2020, il dispute avec l'équipe de Zamalek, les quarts de finale de la Ligue des champions d'Afrique.

#### Galatasaray

##### Saison 2020-2021
Lors du mercato hivernal 2021, Mostafa Mohammed est annoncé avec insistance à l'AS Saint-Étienne mais les négociations avec Zamalek n'aboutissent pas,,. Le 1er février 2021, il s'engage officiellement avec Galatasaray sous la forme d'un prêt avec option d'achat. Le lendemain, il dispute son premier match sous ses nouvelles couleurs lors de la rencontre de championnat face à Başakşehir à l'occasion de la 23e journée de championnat, qui voit la victoire de Galatasaray sur le score de 3-0, Mohammed inscrivant le 3e but de son équipe. Quatre jours plus tard, Galatasaray remporte le derby face à Fenerbahçe sur le score de 0-1, où il inscrit le but victorieux. Il est de nouveau buteur et décisif lors de la 25e journée, inscrivant le but de la victoire sur penalty face à Kasımpaşa SK, permettant à son équipe de l'emporter sur le score final de 2-1. S'il ne marque pas lors de la 26e journée, il est auteur d'un doublé face au BB Erzurumspor lors de la 27e journée, qui permet à sa formation de remporter la rencontre sur le score de 2-0. Après avoir inscrit 5 buts en 5 journées pour ses débuts en Turquie, il est moins prolifique par la suite, n'inscrivant que trois nouvelles réalisations jusqu'au terme de la saison. Il conclut cette deuxième partie de saison avec 16 apparitions en championnat, dont 10 titularisations et 8 buts inscrits.

##### Saison 2021-2022
Galatasaray terminant 2e de la SüperLig 2020-2021, le club est qualifié pour le deuxième tour de qualification de la Ligue des Champions. L'équipe est défaite par le PSV Eindhoven et ne se qualifie pas pour la phase de groupes. En Ligue Europa, le club se hisse jusqu'aux huitièmes de finale, où il est éliminé par le FC Barcelone.
Lors de cette campagne européenne, Mostafa Mohammed ne trouve pas le chemin des filets, malgré sa participation à 13 rencontres. En championnat, concurrencé par Mbaye Diagne sur la première partie de saison puis par Bafétimbi Gomis sur la deuxième, il prend part à 27 rencontres, mais il n'en débute que 10, pour 7 buts inscrits et 3 passes décisives délivrées.

#### FC Nantes

##### Saison 2022-2023
Il est prêté avec une option d'achat s'élevant à 5,7 millions d'euros au FC Nantes le 21 juillet 2022. Il pallie les départs de Randal Kolo Muani et Kalifa Coulibaly.
Le dimanche 14 mai 2023 il refuse de sortir de l'hôtel, afin de ne pas porter un maillot avec un numéro arc en ciel, dans le cadre de la lutte contre l'homophobie. Son club lui inflige alors une amende qu'il reverse ensuite à SOS Homophobie, une association luttant contre l'homophobie. Le joueur fera savoir qu'il a pris cette décision en raison de menaces envers sa famille en Égypte en cas de participation à cette opération de sensibilisation.
À l'issue de son prêt, le FC Nantes décide de lever l'option d'achat et engage le joueur avec un contrat qui les lie jusqu'à l'été 2027,.
Le 19 mai 2024, il est absent du match en soutien à la Journée mondiale contre l'homophobie, la transphobie et la biphobie alors qu'il n'est ni blessé, ni suspendu,.

#### Saison 2023-2024
Il réalise un très bon début de saison, réalisant notamment un doublé contre l'AS Monaco le 25 août 2023, en championnat (3-3 score final). Il est auteur de 5 buts sur les 6 premiers matchs, lui permettant d'être co-meilleur buteur de Ligue 1 avec Kylian Mbappé.
Selon Transfermarkt, Mostafa Mohamed est estimé à 7 millions d'euros. Au FC Nantes, il touche un salaire annuel de 1 770 000 euros.

### En sélection
Avec la sélection olympique, il participe à la Coupe d'Afrique des nations des moins de 20 ans en 2017. Lors de cette compétition organisée en Zambie, il joue trois matchs. Il se met en évidence lors de la phase de poule, en inscrivant un but face à la Guinée, puis en délivrant une passe décisive face au pays organisateur. Avec un bilan de deux nuls et une défaite, l'Égypte ne parvient pas à s'extirper de la phase de poule.
Avec la sélection olympique, il participe à la Coupe d'Afrique des nations des moins de 23 ans en 2019. Lors de cette compétition organisée dans son pays natal, il joue cinq matchs. Il se met en évidence en inscrivant quatre buts en phase de poule. Il marque ainsi contre le Mali, puis contre le Ghana, avant d'inscrire un doublé contre le Cameroun. L'Égypte remporte le tournoi en battant la Côte d'Ivoire en finale, après prolongation.
Le 23 mars 2019, Mostafa Mohamed honore sa première sélection avec l'équipe nationale d'Égypte, en entrant en jeu face au Niger. La rencontre se termine sur un score nul (1-1).
En janvier 2022, Mohamed est retenu par le sélectionneur Carlos Queiroz pour participer à la Coupe d'Afrique des nations 2021. En décembre 2023, il est retenu dans la liste des vingt-sept joueurs égyptiens sélectionnés par Rui Vitória pour disputer la Coupe d'Afrique des nations 2023.

## Palmarès

### En équipe nationale
Égypte -23 ans (1 titre)
- Vainqueur de la Coupe d'Afrique des nations des moins de 23 ans en 2019

 Égypte
- Finaliste de la Coupe d'Afrique des nations en 2021

### En club
Zamalek SC (3 titres)
- Vainqueur de la Supercoupe d'Afrique en 2020
- Vainqueur de la Coupe d'Égypte en 2019
- Vainqueur de la Supercoupe d'Égypte en 2020
- Finaliste de la Ligue des champions de la CAF en 2020

 FC Nantes
- Finaliste de la Coupe de France en 2023
- Finaliste du Trophée des champions en 2022

## Statistiques
| Saison                | Club                    | Championnat           | Championnat | Championnat | Championnat | Coupe(s) nationale(s) | Coupe(s) nationale(s) | Coupe(s) nationale(s) | Compétition(s) continentale(s) | Compétition(s) continentale(s) | Compétition(s) continentale(s) | Compétition(s) continentale(s) | Égypte | Égypte | Égypte | Total | Total | Total |
| Saison                | Club                    | Division              | M.          | B.          | P.d.        | M.                    | B.                    | P.d.                  | Comp.                          | M.                             | B.                             | P.d.                           | M.     | B.     | P.d.   | M.    | B.    | P.d.  |
| 2017-2018             | Zamalek SC              | Premier League        | 0           | 0           | 0           | 0                     | 0                     | 0                     | ChA                            | 2                              | 0                              | 0                              | -      | -      | -      | 2     | 0     | 0     |
| 2018-2019             | Zamalek SC              | Premier League        | 0           | 0           | 0           | 2                     | 1                     | 0                     | -                              | -                              | -                              | 0                              | -      | -      | -      | 2     | 1     | 0     |
| 2019-2020             | Zamalek SC              | Premier League        | 29          | 11          | 0           | 5                     | 0                     | 0                     | C1                             | 14                             | 9                              | 0                              | 2      | 0      | 0      | 50    | 20    | 0     |
| 2020-2021             | Zamalek SC              | Premier League        | 4           | 2           | 0           | 0                     | 0                     | 0                     | -                              | 1                              | 0                              | 0                              | -      | -      | -      | 5     | 2     | 0     |
| Sous-total            | Sous-total              | Sous-total            | 33          | 13          | 0           | 7                     | 1                     | 0                     | -                              | 17                             | 9                              | 0                              | 2      | 0      | 0      | 59    | 23    | 0     |
| 2016-2017             | El Dakhleya (prêt)      | Premier League        | 16          | 3           | 0           | 1                     | 1                     | 0                     | -                              | -                              | -                              | -                              | -      | -      | -      | 17    | 4     | 0     |
| 2017-2018             | Tanta SC (prêt)         | Premier League        | 23          | 6           | 0           | 0                     | 0                     | 0                     | -                              | -                              | -                              | -                              | -      | -      | -      | 23    | 6     | 0     |
| 2018-2019             | Tala'ea El Geish (prêt) | Premier League        | 28          | 12          | 0           | 0                     | 0                     | 0                     | -                              | -                              | -                              | -                              | 2      | 0      | 0      | 30    | 12    | 0     |
| Sous-total            | Sous-total              | Sous-total            | 67          | 21          | 0           | 1                     | 1                     | 0                     | -                              | 0                              | 0                              | 0                              | 2      | 0      | 0      | 70    | 22    | 0     |
| 2020-2021             | Galatasaray SK (prêt)   | Süper Lig             | 16          | 8           | 0           | 1                     | 1                     | 0                     | -                              | -                              | -                              | -                              | 1      | 0      | 0      | 18    | 9     | 0     |
| 2021-2022             | Galatasaray SK (prêt)   | Süper Lig             | 27          | 7           | 3           | 1                     | 1                     | 1                     | C1+C3                          | 2+11                           | 0+0                            | 0+1                            | 16     | 4      | 1      | 57    | 12    | 6     |
| Sous-total            | Sous-total              | Sous-total            | 43          | 15          | 3           | 2                     | 2                     | 1                     | -                              | 13                             | 0                              | 1                              | 17     | 4      | 1      | 75    | 21    | 6     |
| 2022-2023             | FC Nantes (prêt)        | Ligue 1               | 36          | 8           | 2           | 7                     | 1                     | 0                     | C3                             | 8                              | 2                              | 2                              | 4      | 2      | 1      | 55    | 13    | 5     |
| 2023-2024             | FC Nantes               | Ligue 1               | 29          | 8           | 2           | -                     | -                     | -                     | -                              | -                              | -                              | -                              | 16     | 7      | 2      | 45    | 15    | 4     |
| 2024-2025             | FC Nantes               | Ligue 1               | 11          | 2           | 0           | -                     | -                     | -                     | -                              | -                              | -                              | -                              | 4      | 0      | 1      | 15    | 2     | 1     |
| Sous-total            | Sous-total              | Sous-total            | 76          | 18          | 4           | 7                     | 1                     | 0                     | -                              | 8                              | 2                              | 2                              | 24     | 9      | 4      | 115   | 30    | 10    |
| Total sur la carrière | Total sur la carrière   | Total sur la carrière | 218         | 66          | 7           | 16                    | 5                     | 1                     | -                              | 37                             | 11                             | 3                              | 44     | 13     | 5      | 315   | 95    | 16    |